# Марк Прокш
Марк Едвард Прокш (англ. Mark Edward Proksch, Прукш МФА: [/ˈprʊkʃ/]; нар. 19 липня 1978) — американський комік і характерний актор. Найбільш відомий ролями в телесеріалах: Нейт в «Офісі», Прайс у «Краще подзвоніть Солу», Ренді Блінк у «Корпорації снів» та енергетичний вампір Колін Робінсон у «Чим ми займаємося в тінях», а також як вигадана версія самого себе у всесвіті комедійного вебсеріалу «On Cinema».
Актор здобув популярність після пародійного зображення майстра йо-йо «Кей-Штрасса», який з'являвся в місцевих новинах.

## Вибрана фільмографія
- 2019—2021 — Чим ми займаємося в тінях
- 2019 — On Cinema
- 2016—2020 — Корпорація снів
- 2014—2017 — Деккер
- 2017 — Товариш детектив
- 2015—2017 — Краще подзвоніть Солу
- 2014 — Час пригод
- 2010—2013 — Офіс